# Cyphoderodes
Genre
Cyphoderodes est un genre de collemboles de la famille des Lepidocyrtidae.

## Liste des espèces
Selon Checklist of the Collembola of the World (version du 26 août 2019) :
- Cyphoderodes ceylonicus Silvestri, 1910
- Cyphoderodes dubius Börner, 1913
- Cyphoderodes mitrai Yoshii, 1987
- Cyphoderodes punjabicus Yosii & Ashraf, 1964
- Cyphoderodes singaporicus Murphy & Yoshii, 1992
- Cyphoderodes xenopus (Börner, 1913)
- Cyphoderodes yayukae (Yoshii, 1987)

## Publications originales
- Silvestri, 1910 : Termitofili raccolti dal Prof. K. Escherich a Ceylon. Zoologische Jahrbücher, vol. 30, p. 401-418 (texte intégral).